# Pleurobranchus grandis
Pleurobranchus grandis Pease, 1868 è un mollusco gasteropode della famiglia Pleurobranchidae.